# Marvin Stefaniak
Marvin Stefaniak (Königsbrück, 3 febbraio 1995) è un calciatore tedesco, centrocampista dell'Erzgebirge Aue.

## Caratteristiche tecniche
È un esterno sinistro.

## Carriera

### Club
Ha giocato in vari club nella seconda divisione tedesca.

### Nazionale
Nel 2015 è stato convocato dalla nazionale Under-20 tedesca per disputare i Mondiali di categoria.

## Palmarès

### Club

#### Competizioni nazionali
- 3. Liga: 2

Dinamo Dresda: 2015-2016, 2020-2021